# Tout nous sépare
Tout nous sépare es un thriller francés escrito y dirigido por Thierry Klifa y estrenado en 2017. Protagonizada por Catherine Deneuve y Diane Kruger, supuso el debut cinematográfico de Ken Samaras (Nekfeu).

## Sinopsis
Una casa burguesa en medio de ninguna parte. Una ciudad en Sète. Una madre y su hija. Dos amigos de la infancia. Una desaparición. Un chantaje. El enfrentamiento de dos mundos.

## Reparto
- Catherine Deneuve: Louise
- Diane Kruger: Julia
- Ken Samaras (Nekfeu): Ben
- Nicolas Duvauchelle: Rodolphe
- Sébastien Houbani: Karim
- Michaël Cohen: Olivier
- Olivier Loustau: Daniel
- Brigitte Sy: la madre de Ben
- Julia Faure: Patricia
- Elizabeth Mazev: Régine
- Virgile Bramly: Stéphane

## Reconocimiento
- Festival du film français d'Helvétie 2017: selección « FFFH »
- Festival de Namur: selección « Coup de coeur » para Nicolas Duvauchelle
- Festival de films Cinemania 2017: selección oficial
- Festival de Roma: selección « Largometraje »